# Маттео Перуджийский
Матте́о Перуджи́йский, Маттео из Перуджи (итал. Matteo da Perugia, Matheus de Perusio, лат. Matheus de Perusiis) — итальянский композитор, работавший преимущественно в стилистике французского Ars subtilior. Годы рождения и смерти неизвестны. Период творческого расцвета: 1400—1416 годы.

## Очерк жизни и творчества
Биографические данные обрывочны и скудны. Судя по имени, выходец из Перуджи. В 1402—1407 гг. — руководитель церковного хора, певчий и преподаватель музыки в (ещё недостроенном) Миланском кафедральном соборе. С 1407 г. выполнял обязанности капельмейстера при дворе миланского архиепископа и кардинала П. Филарго (Pietro Filargo da Candia, 1340—1410) в Павии (недолго также в Пизе). В 1414—1416 г. имя Маттео фигурирует в платёжных документах Миланского собора. В 1420-х гг. редактировал пьесы (присочинил ещё один голос — контратенор) французских композиторов Н. Гренона и П. Фонтена (Fontaine). Умер, вероятно, в те же годы.
Среди духовных сочинений — 5 пьес на текст Gloria из ординария мессы и изоритмический политекстовый мотет «Ave sancta mundi salus / Agnus Dei». В эстетике и технике композиции находился под сильным французским влиянием Ars subtilior, писал в твёрдых формах баллады (4 пьесы), виреле (7) и рондо́ (10). Сохранились также канон (на французский текст) и две баллаты (на итальянские тексты). Изысканная техника композиции, типичная для Ars subtilior, проникает и в духовные сочинения. Она заметна, например, в трёхголосной Gloria — с виртуозным «солирующим» кантусом, включающим мелкие мензуральные длительности и скачки́ вплоть до сексты. Более десятка духовных и светских анонимных сочинений приписывают Маттео на стилистических основаниях, в том числе политекстовый мотет «Laurea martirii / Conlaudanda est / Proba me Domine». Авторы светских поэтических текстов неизвестны; возможно, часть из них написана самим композитором.
Некоторые сочинения Маттео Перуджийского имеют выраженно экспериментальный характер, как, например, баллада «Le greygnour bien», отличающаяся сложной ритмикой с множеством синкоп и одновременным сочетанием бинарной и тернарной мензур. Одновременное и последовательное сочетание разных мензур наблюдается также в виреле «Dame que j'aym». Баллата «Già da rete d'amor» написана в необычно низкой тесситуре и содержит (редкие) 3 бемоля при ключе. В балладе «Se je me plaing» использованы прямые текстовые и музыкальные цитаты из баллад Гильома де Машо «Se je me pleing» и «De Fortune me doit plaindre». Систематический обзор стилевых особенностей в произведениях Маттео дал В. Апель.
Большинство сочинений Маттео сохранилось в нотной рукописи Modena Codex (I-MOe α.M.5.24), которая датируется первыми десятилетиями XV века. В XX веке 22 французские пьесы Маттео опубликовал В. Апель в Corpus mensurabilis musicae, vol. 53. Две итальянские баллаты издал Т. Маррокко в Polyphonic Music of the Fourteenth Century, vol. 10. Все духовные композиции Маттео (в том числе, приписываемые ему) издали К. фон Фишер и Ф. А. Галло в Polyphonic Music of the Fourteenth Century, vol. 13.